# Шошај
Шошај (фр. Chauchailles) насеље је и општина у јужној Француској у региону Лангдок-Русијон, у департману Лозер која припада префектури Манд.
По подацима из 2011. године у општини је живело 96 становника, а густина насељености је износила 5,52 становника/km². Општина се простире на површини од 17,40 km². Налази се на средњој надморској висини од 1 000 метара (максималној 1.257 m, а минималној 918 m).

## Демографија
| 1962. | 1968. | 1975. | 1982. | 1990. | 1999. | 2011. |
| ----- | ----- | ----- | ----- | ----- | ----- | ----- |
| 148   | 126   | 135   | 133   | 118   | 97    | 96    |

График промене броја становника у току последњих година